# Западный кри
Западный кри, или равнинный кри (Plains Cree, Western Cree) — диалект языка кри, который является самым густонаселённым коренным языком Канады, на котором говорит народ кри, который проживает на севере центральной части штата Манитоба (западнее через Саскачеван и центральную часть штата Альберта до подножия гор Роки) в Канаде, а также в индейской резервации Роки-Бой на севере центральной части штата Монтана в США.